# Convento dei Cappuccini (San Giovanni in Fiore)
Il convento dei Padri Cappuccini è il terzo edificio religioso edificato per ordine cronologico, dopo l'abbazia Florense e la chiesa madre, a San Giovanni in Fiore.
La data degli inizio lavori per la sua realizzazione risale al 1636, mentre il convento venne ultimato intorno al 1648-1649.
Il convento è altresì uno dei principali conventi dell'ordine francescano della provincia di Cosenza e della regione Calabria, pur essendo l'ultimo dei conventi francescani realizzati nella provincia monastica di Cosenza.

## Storia

### La realizzazione

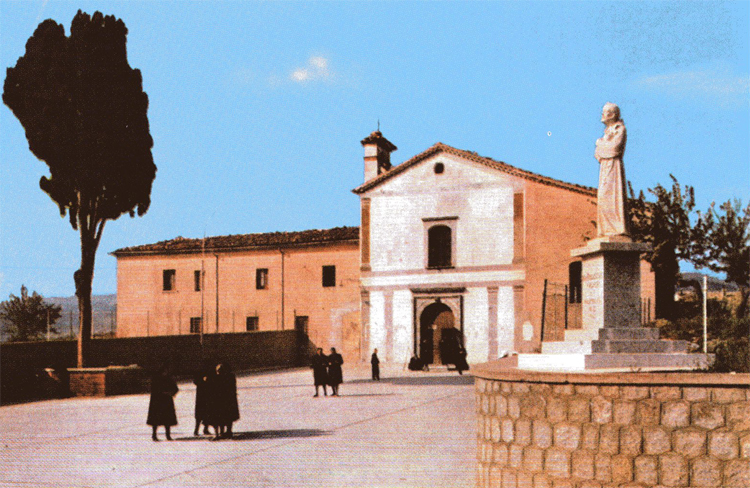
Cartolina del 1966

La storia dei Cappuccini e il loro arrivo nella terra di San Giovanni in Fiore, risale al 1500. Nel casale florense, infatti, la famiglia francescana vi aveva da tempo una casetta che utilizzava come ospizio, dimora d'appoggio per le lunghe attraversate che i frati intendevano fare risalendo i monti della Sila, sia dal lato occidentale di Cosenza che da quello orientale di Crotone e del marchesato crotonese. L'ospizio era utilizzato anche per i frati che praticavano la pastorizia, e che secondo pratica della transumanza, passavano il periodo estivo sui monti silani.
L'apertura di un convento in quel periodo, non era nei programmi della provincia monastica di Cosenza, sia in quanto la realizzazione di altri conventi erano stati programmati nelle città di Amantea, Strongoli, Piane Crati e Castiglione Cosentino e necessitavano di ultimazione dei lavori e completamento delle strutture principali, sia perché la struttura esistente dell'ospizio, riusciva a soddisfare le esigenze dei frati silani. Nel 1614, Francesco Maria di Majo, notaio cosentino di ricca famiglia, fece dono alla provincia monastica, di un pezzo di terra posto su un colle che dominava l'allora piccolo centro urbano di San Giovanni in Fiore e il complesso monastico florense.
Per i motivi già citati, i lavori di realizzazione del convento non iniziarono immediatamente, ma ci vollero ben 25 anni prima che la provincia monastica decidesse l'inizio dei lavori. Nel 1636 si iniziò alla deforestazione dell'area e allo sbancamento del colle, e dopo 3 anni, cominciarono i lavori di edificazione del convento, che verrà ultimato tra il 1648 e il 1649.

### Le soppressioni e l'ultima riapertura
Il convento non ebbe vita facile nel corso dei suoi anni. Subì infatti, una serie di soppressioni la prima delle quali nel 1811 in base ad alcune disposizioni legislative murattiane. Occupato dai monaci elemosinieri, subì un ulteriore soppressione nel 1866 e accorpato al comune di San Giovanni in Fiore. Passò in mano a D. Saveria Lopez che lo tenne in custodia cercando nel frattempo di farvi ritornare i frati Cappuccini, cosa che avvenne solo mezzo secolo dopo, ed esattamente nel 1923. All'ultima ripresa delle attività pastorali dei frati, come segno di riconoscenza il comune concesse al convento l'orto circostante.

## Architettura

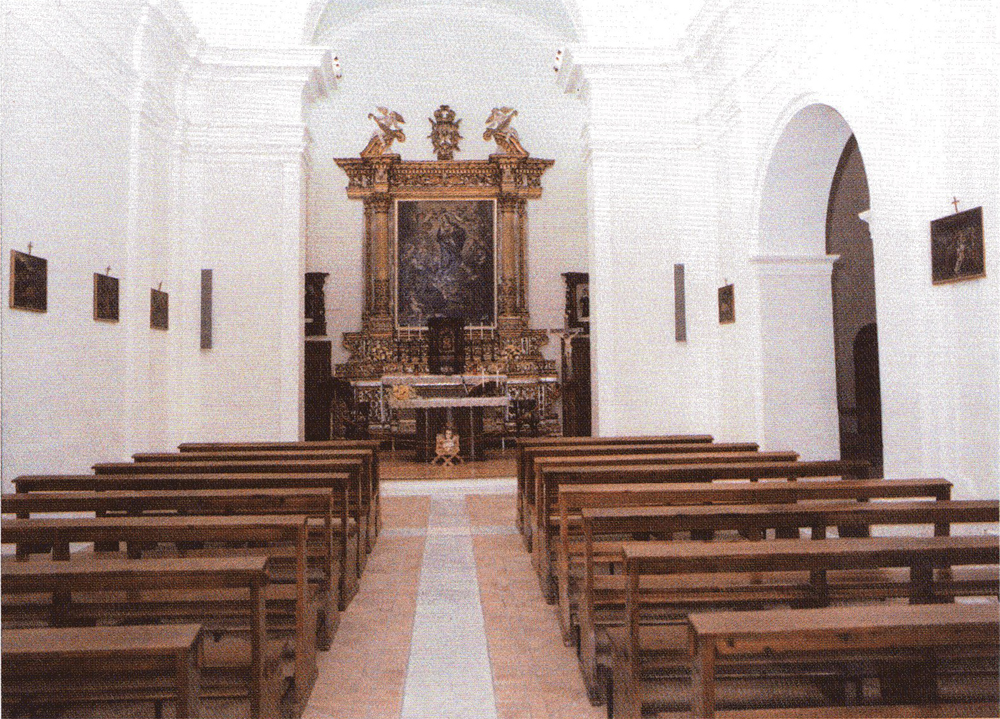
Navata Centrale

La prima edificazione prevedeva una pianta a forma di quadrilatero, uno stile architettonico comune a tutti i conventi dei Cappuccini in Calabria. Al centro di questo quadrilatero vi è il chiostro con pozzo per l'acqua, mentre la chiesa, allora realizzata ad unica navata, sorse in direzione est-ovest, con la facciata rivolta ad oriente. L'ingresso principale del convento è posto sulla sinistra della navata, con un lungo corridoio perimetrale coperto per evitare le intemperie invernali. Vi è un altro ingresso posteriore, che si raggiunge attraversando l' “orto” del convento. Il corridoio alla quale si accede dall'ingresso del convento, dà accesso ai locali della sagrestia posti dietro l'altare, mentre per accedere al convento, realizzato a due piani, si deve salire una scala interna (un tempo in legno) posta sul lato occidentale basso, del chiostro. L'attuale sagrestia, che prima era posta negli odierni uffici del convento, un tempo era utilizzata come coro, luogo di canto dei frati, prima che questo venne spostato e realizzato sopra il portale centrale della chiesa attuale.
Il piano terra ospitava i locali della foresteria, dei laboratori, della legnaia, i ripostigli e le dispense, la cantina, e il refettorio con annessa cucina. La sala mensa, oggi saletta multifunzione, ospita una grande tela de “L'ultima cena”, opera di metà secolo scorso.
Il piano superiore è cinto da un loggiato realizzato con arcate edificate sul chiostro del piano inferiore, ed ospita i locali del dormitorio e delle celle dei frati. Dal secondo piano si accede al nuovo coro realizzato nel primo decennio del secolo scorso, dai maestri falegnami probabilmente della famiglia degli “ottavi”. Al secondo piano vi è una sala adibita a cappella per i frati malati che non potevano assistere direttamente alla messa, altre sale per uso comune, e una ricca biblioteca ove intraprendere ed approfondire gli studi di teologia, storia, filosofia, greco e latino.

### La navata centrale

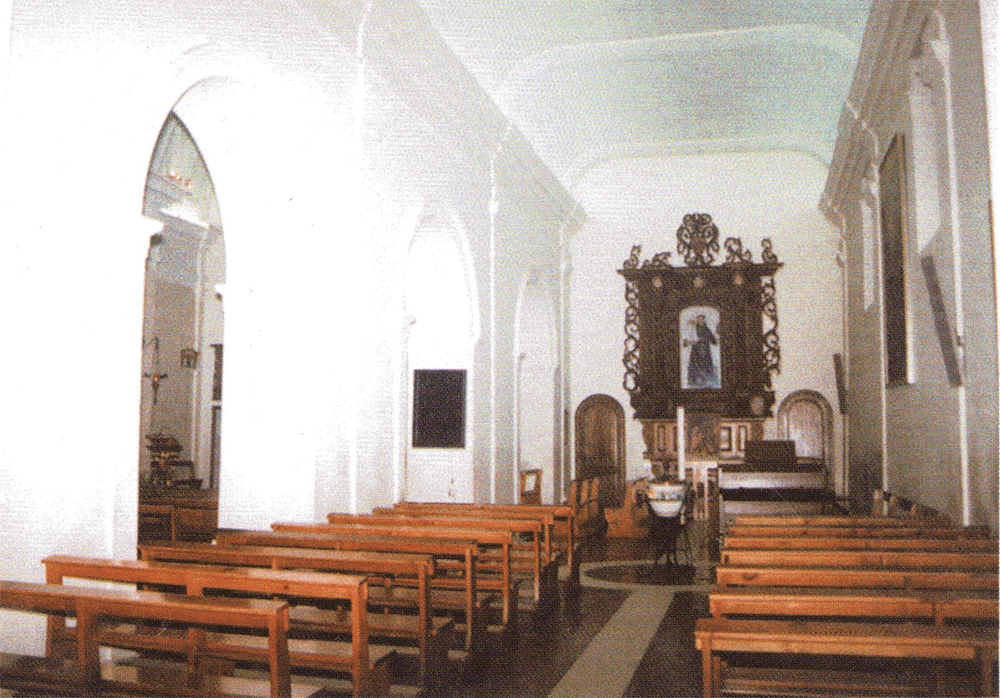
Navata laterale

La navata centrale ospita un altare ligneo in stile barocco riccamente decorato, con presenza di numerosi intagli e motivi floreali, opera probabilmente di maesti ebanisti roglianesi. Il ciborio intarsiato è un'opera che si fa risalire a frate Felice Maria da San Giovanni in Fiore. Sulla parete ai lati dell'altare sono presenti due piccole nicchie contenenti due piccole statue raffiguranti Santa Veronica Giuliani e la Beata Maria Maddalena Martinengo. Al centro dell'altare vi è una grande tela raffigurante la "Vergine in gloria tra i cieli", ossia Santa Maria delle Grazie, opera del 1797 dell'artista calabrese Cristoforo Santanna, che ha affrescato anche la volta della navata centrale con una raffigurazione della "Madonna con il Bambino Gesù".

### La navata laterale
La navata laterale ospita anch'essa un altare ligneo in stile barocco, finemente lavorato, risalente al '700. L'altare con colore in legno naturale, risale con molta probabilità agli stessi artisti roglianesi autori dell'altare della navata centrale e presenta decorazioni floreali, mentre al proprio interno custodisce la statua di Sant'Antonio anch'essa lignea risalente alla stessa epoca dell'altare.
Sul lato destro della navata vi è un grande dipinto olio su tela raffigurante il Beato Angelo d'Acri, opera di un certo F. Fontana del 1925, mentre su un rosone della volta si può ammirare un affresco con Sant'Antonio, opera di Francesco Giordano da Policastro del 1761.

### L'”orto”

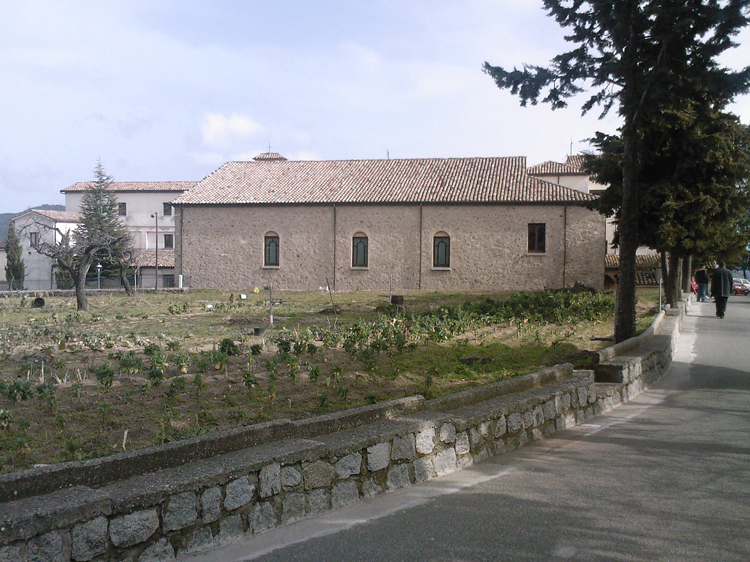
L'orto e il giardino

Il convento sorse al centro di una grande area (un ettaro circa), che doveva essere utilizzata ad orto per la produzione delle derrate alimentari ad uso e consumo del convento. Il lato nord dell'area, fu spianato e reso pianeggiante, mentre il lato meridionale, scosceso, fu interessato da lavori di terrazzamento. L'area, era attraversata dall'acquedotto badiale (acquaro), opera dei monaci florensi di ben 400 anni prima, e grazie ad una serie di diramazioni, fu possibile utilizzare l'acquedotto per scopi idrici e per i servizi igienici, mentre per l'acqua potabile si fece riferimento al pozzo creato al centro del chiostro. L'orto era attraversato da un sentiero che collegava il convento ad una strada pubblica, probabilmente la sielica, la prima strada pubblica realizzata in paese.
Alla coltivazione dell'orto provvedevano solo i frati più esperti, mentre i chierici avevano solo il compito di aiutanti.

### L'ampliamento e gli ultimi restauri
Con la riapertura, il convento subì una progressiva ma vigorosa crescita numerica dei frati. Tale crescita costrinse ad effettuare numerose e continui interventi edilizi su tutta la struttura, per migliorare sia lo stato del vecchio edificio, sia con lo scopo di ampliare il complesso monastico, poiché le strutture esistenti si presentavano completamente inadeguate alle esigenze della oramai numerosa comunità francescana.
Nel 1960 si cominciò a discutere dell'ammodernamento della struttura convittuale e dell'ampliamento del convento. La commissione edilizia-economica provinciale decise di effettuare interventi consistenti sul convento di San Giovanni in Fiore, in quanto la struttura si presentava "quasi decadente" con necessità di restauri immediati.
Nel frattempo si optò per un progetto complessivo che prevedeva anche l'ampliamento della struttura attraverso il prolungamento dell'ala meridionale dalle parti del sagrato. La nuova struttura venne ultimata tra il 1973 e il 1974, una struttura moderna che modificò l'assetto complessivo del convento. La nuova ala infatti, poteva ospitare le nuove celle per i frati con nuovi e moderni servizi igienici. Ciò permise di poter metter mano alla vecchia struttura, con risultati che però, compromisero l'originale struttura. Vennero infatti eseguite alcune opere di demolizione di un muro che non si ritenne portante, ma nel prosieguo dei lavori, la demolizione portò al crollo di una consistente parte della muratura interna, con il rischio anche per alcuni oparai che finirono sotto le macerie, fortunatamente senza subire conseguenze.
Il crollo modificò sostanzialmente il progetto iniziale, facendo optare per un completo rifacimento dell'interno della struttura, utilizzando incautamente materiali estranei all'originale muratura, e sopraelevando ed alterando in maniera consistente il chiostro.
Nel 1989 avviene l'ultima consistente ristrutturazione del complesso conventuale, attraverso l'utilizzo dei fondi previsti dal Piano del Sottoprogramma dei Beni Culturali - triennio 1989-1991. Gli interventi furono concentrati nella rimozione di alcune coperture di tutta la struttura, del cambio di porte ed infissi, ma l'intervento più importante venne effettuato sulla chiesa, che venne stonacata, riportando alla luce le vecchie murature in pietra perimetrali.

## Altre opere e preziosi
La chiesa conserva 14 quadretti dipinti olio su tela, raffiguranti la via crucis, opera firmata dall'artista Francesco Giordano da Policastro e risalente al 1745. Nella sagrestia vi si trova un armadio del 1762 finemente lavorato ed ancora in utilizzo da parte dei frati, opera di intagliatori esporti del luogo. Sempre in sagrestia si trova un crocifisso in legno risalente ad epoca di dominazione spagnola, fatta restaurare di recente ed esposta in occasione della Pasqua. Il convento nel 1742 ospitò per alcuni giorni un "capitolo provinciale" al quale partecipò anche il Beato Angelo d'Acri, che nell'occasione portò in processione un crocifisso che piantò in una roccia di granito nelle vicinanze. La croce oggi si trova eretta su una collona, nel sagrato dal convento. Una statua dell'Immacolata è custodita all'interno della chiesa, statua realizzata alla fine del '600.